# NBA-Draft 1987
Der NBA-Draft 1987 wurde am 22. Juni 1987 in New York City durchgeführt. Insgesamt gab es sieben Runden mit jeweils 23 Picks.
An erster Position wurde David Robinson von den San Antonio Spurs ausgewählt.

## 1. Runde
| Pick | Spieler (Position)    | Nationalität       | NBA-Team               | vorheriges Team/College                     |
| ---- | --------------------- | ------------------ | ---------------------- | ------------------------------------------- |
| 1    | David Robinson (C)    | Vereinigte Staaten | San Antonio Spurs      | United States Naval Academy                 |
| 2    | Armon Gilliam (PF)    | Vereinigte Staaten | Phoenix Suns           | University of Nevada, Las Vegas             |
| 3    | Dennis Hopson (SF)    | Vereinigte Staaten | New Jersey Nets        | Ohio State University                       |
| 4    | Reggie Williams (SF)  | Vereinigte Staaten | Los Angeles Clippers   | Georgetown University                       |
| 5    | Scottie Pippen (SF)   | Vereinigte Staaten | Seattle SuperSonics    | University of Central Arkansas              |
| 6    | Kenny Smith (PG)      | Vereinigte Staaten | Sacramento Kings       | University of North Carolina at Chapel Hill |
| 7    | Kevin Johnson (PG)    | Vereinigte Staaten | Cleveland Cavaliers    | University of California, Berkeley          |
| 8    | Olden Polynice (C)    | Haiti              | Chicago Bulls          | University of Virginia                      |
| 9    | Derrick McKey (SF/PF) | Vereinigte Staaten | Seattle SuperSonics    | University of Alabama                       |
| 10   | Horace Grant (PF/C)   | Vereinigte Staaten | Chicago Bulls          | Clemson University                          |
| 11   | Reggie Miller (SG)    | Vereinigte Staaten | Indiana Pacers         | University of California, Los Angeles       |
| 12   | Muggsy Bogues (PG)    | Vereinigte Staaten | Washington Bullets     | Wake Forest University                      |
| 13   | Joe Wolf (C)          | Vereinigte Staaten | Los Angeles Clippers   | University of North Carolina at Chapel Hill |
| 14   | Tellis Frank (PF)     | Vereinigte Staaten | Golden State Warriors  | Western Kentucky University                 |
| 15   | José Ortiz (PF)       | Puerto Rico        | Utah Jazz              | Oregon State University                     |
| 16   | Christian Welp (C)    | BR Deutschland     | Philadelphia 76ers     | University of Washington                    |
| 17   | Ronnie Murphy (SG)    | Vereinigte Staaten | Portland Trail Blazers | Jacksonville University                     |
| 18   | Mark Jackson (PG)     | Vereinigte Staaten | New York Knicks        | St. John’s University, New York             |
| 19   | Ken Norman (SF)       | Vereinigte Staaten | Los Angeles Clippers   | University of Illinois at Urbana-Champaign  |
| 20   | Jim Farmer (SG)       | Vereinigte Staaten | Dallas Mavericks       | University of Alabama                       |
| 21   | Dallas Comegys (F)    | Vereinigte Staaten | Atlanta Hawks          | DePaul University                           |
| 22   | Reggie Lewis (SG)     | Vereinigte Staaten | Boston Celtics         | Northeastern University                     |
| 23   | Greg Anderson (PF)    | Vereinigte Staaten | San Antonio Spurs      | University of Houston                       |

## Weitere wichtige ausgewählte Spieler
| Pick | Spieler (Position)          | Nationalität           | NBA-Team               | vorheriges Team/College               |
| ---- | --------------------------- | ---------------------- | ---------------------- | ------------------------------------- |
| 24   | Fred Banks                  | Vereinigte Staaten     | Detroit Pistons        | University of Nevada, Las Vegas       |
| 25   | Ron Moore (C)               | Vereinigte Staaten     | New York Knicks        | West Virginia State University        |
| 26   | Steve Alford (SG)           | Vereinigte Staaten     | Dallas Mavericks       | Indiana University Bloomington        |
| 39   | Vincent Askew (SG/SF)       | Vereinigte Staaten     | Philadelphia 76ers     | Memphis State University              |
| 40   | Winston Garland (PG)        | Vereinigte Staaten     | Milwaukee Bucks        | Southwest Missouri State University   |
| 41   | Kannard Johnson (PF)        | Vereinigte Staaten     | Cleveland Cavaliers    | Western Kentucky University           |
| 45   | Brad Lohaus (PF/C)          | Vereinigte Staaten     | Boston Celtics         | University of Iowa                    |
| 51   | Sven Meyer (C)              | BR Deutschland         | Sacramento Kings       | University of Oregon                  |
| 52   | Donald Royal (SF)           | Vereinigte Staaten     | Cleveland Cavaliers    | University of Notre Dame              |
| 57   | Hansi Gnad (C)              | BR Deutschland         | Philadelphia 76ers     | University of Alaska Anchorage        |
| 63   | Kevin Gamble (SG)           | Vereinigte Staaten     | Portland Trail Blazers | University of Iowa                    |
| 68   | Billy Donovan (PG)          | Vereinigte Staaten     | Utah Jazz              | Providence College                    |
| 75   | Chris Dudley (C)            | Vereinigte Staaten     | San Antonio Spurs      | Yale University                       |
| 79   | Jack Haley (C/F)            | Vereinigte Staaten     | Chicago Bulls          | University of California, Los Angeles |
| 90   | Theofanis Christodoulou (F) | Griechenland           | Atlanta Hawks          | Panionios Athen (Griechenland)        |
| 127  | Šarūnas Marčiulionis (SG)   | Sowjetunion ( Litauen) | Golden State Warriors  | Statyba Vilnius (Sowjetunion)         |

## Nicht ausgewählte Spieler
- Scott Brooks (PG), UC-Irvine
- David Wood (F), Nevada